# 글염
글염(曁艶, ? ~ 224년)은 중국 삼국 시대 오(吳)의 정치가로, 자는 자휴(子休)이며 양주(揚州) 오군(吳郡) 사람이다.

## 생애
장온(張溫)과 동향으로, 장온의 추거로 선조랑(選曹郞)이 되었으며 후에 상서(尙書)가 되었다.
글염은 사람됨이 맑고 엄했으며, 인물을 평가하는 데 능했다. 당시 낭서에 청탁이 섞여 인선이 제대로 되지 않은 것을 보고 글염은 이를 바로잡고자 관리들의 위치를 바꾸었는데, 주로 높은 관직에 있던 자들이 강등되었고, 특히 탐관오리들은 군리(郡吏)로 삼았으니 이들이 모두 글염에게 원한을 품었다. 주거(朱據)와 육모(陸瑁)는 글염이 지나치게 악인을 싫어하여 탄압하는 것을 말렸으나 글염은 이를 듣지 않았고, 결국 글염에게 원한을 품은 사람들이 손권(孫權)에게 글염을 참소하였다. 진작부터 글염과 친했던 장온을 싫어하던 손권은 글염과 선조랑(選曹郞) 서표(徐彪)를 주살하였고, 이를 핑계로 장온에게 죄를 주어 오군의 하급 관리로 추방하였다.
당초 손소(孫邵)가 승상이 되자 장온과 함께 이 일로 상주하였고, 손소는 사임하고 스스로 죄를 청했으나 손권이 복직시켰다.

## 저서
- 《글염집》(曁豔集) 2권[4]

## 같이 보기
- 삼국지 인물 목록